# Toridaga-Ko
Toridaga-Ko är ett departement i Mali.   Det ligger i kretsen Cercle de Niono och regionen Ségou, i den sydvästra delen av landet, 300 km nordost om huvudstaden Bamako.